# Auguste Bleton
Pour les articles homonymes, voir Bleton.
Pierre Auguste Bleton, né à La Croix-Rousse le 23 juin 1834 et mort le 9 février 1911 dans le 5e arrondissement de Lyon, est un homme de lettres français, historien du Lyonnais.

## Biographie
Après avoir été longtemps joailler, il est journaliste au Lyon républicain, professeur d'économie à l'école de La Martinière, secrétaire de l'École des beaux-arts et des musées de Lyon. Sur le plan national, il est membre du Conseil supérieur de la Mutualité. À partir de 1885, il est également membre de l'Académie du Gourguillon fondée par Clair Tisseur. Il est élu le 4 décembre 1888 à l'Académie des Sciences, belles-lettres et arts de Lyon.
Il utilisa deux principaux pseudonymes : Monsieur Josse et Mami Duplateau.
Il est fait chevalier de la Légion d'honneur le 1er août 1901.
Une rue du 4e arrondissement de Lyon porte son nom.

## Publications
- À travers la France. Notes et impressions de M. Josse, Lyon : H. Georg, 1883
- Petite histoire populaire de Lyon, Lyon : C. Palud, 1885
- À travers Lyon, preface de Coste-Labaume, Lyon : Storck, 1887 Texte en ligne
- Manuel d'économie politique, Lyon : J. Palud, 1890 Texte en ligne
- Aux environs de Lyon, illustrations de Joannès Drevet, préface de Coste-Labaume, Lyon : Dizain et Richard, 1892
- Entre deux trains, huit nouvelles, Lyon : Dizain et Richard, 1892
- Tableau de Lyon avant 1789, eaux-fortes de Ch. Tournier, Lyon : A. Storck, 1894
- Les Anciennes Sociétés lyonnaises d'archers et d'arquebusiers, Lyon : Storck, 1894
- Marceline Desbordes-Valmore à Lyon, Lyon : Impr. de A. Rey, 1896
- Lyon pittoresque, illustrations de Joannès Drevet, préface Coste-Labaume, Lyon : Bernoux et Cumin, 1896
- L'Ancienne Fabrique de soierie'', Lyon : A. Storck, 1897
- Au-delà des Alpes, notes et impressions, Lyon : A. Storck, 1900
- Histoire du travail. Société de secours mutuels et de retraite, Lyon : Impr. de A. Rey, 1900
- De Lyon au Danube, notes et impressions, Lyon, A. Storck, 1906